# Pluméliau
Pluméliau is een plaats en voormalige gemeente in Frankrijk, in Bretagne. De plaats maakt deel uit van het arrondissement Pontivy.

## Geschiedenis
Pluméliau is op 1 januari 2019 gefuseerd met de gemeente Bieuzy tot de gemeente Pluméliau-Bieuzy. 

## Geografie
De onderstaande kaart toont de ligging van Pluméliau met de belangrijkste infrastructuur en aangrenzende gemeenten.

## Demografie
Onderstaande figuur toont het verloop van het inwonertal.